# Olga Kňazevová
Olga Nikolajevna Kňazevová (* 9. srpna 1954 – 3. ledna 2015 Kazaň, Sovětský svaz) byla sovětská a ruská sportovní šermířka, která se specializovala na šerm fleretem.
Sovětský svaz reprezentovala v sedmdesátých letech. Jako sovětská reprezentantka zastupovala kazaňskou šermířskou školu, která spadala pod Ruskou SFSR. Na olympijských hrách startovala v roce 1976 v soutěži jednotlivkyň a družstev. V roce 1975 obsadila druhé místo světa v soutěži jednotlivkyň. Se sovětským družstvem fleretistek vybojovala na olympijských hrách 1976 zlatou olympijskou medaili a celkem vybojovala s družstvem čtyři tituly mistryň světa (1974, 1975, 1977, 1978).

## Vyznamenání
- Medaile Za pracovní udatnost – Sovětský svaz
- Pamětní medaile 1000. výročí Kazaně – Rusko